# Extremely Large Telescope

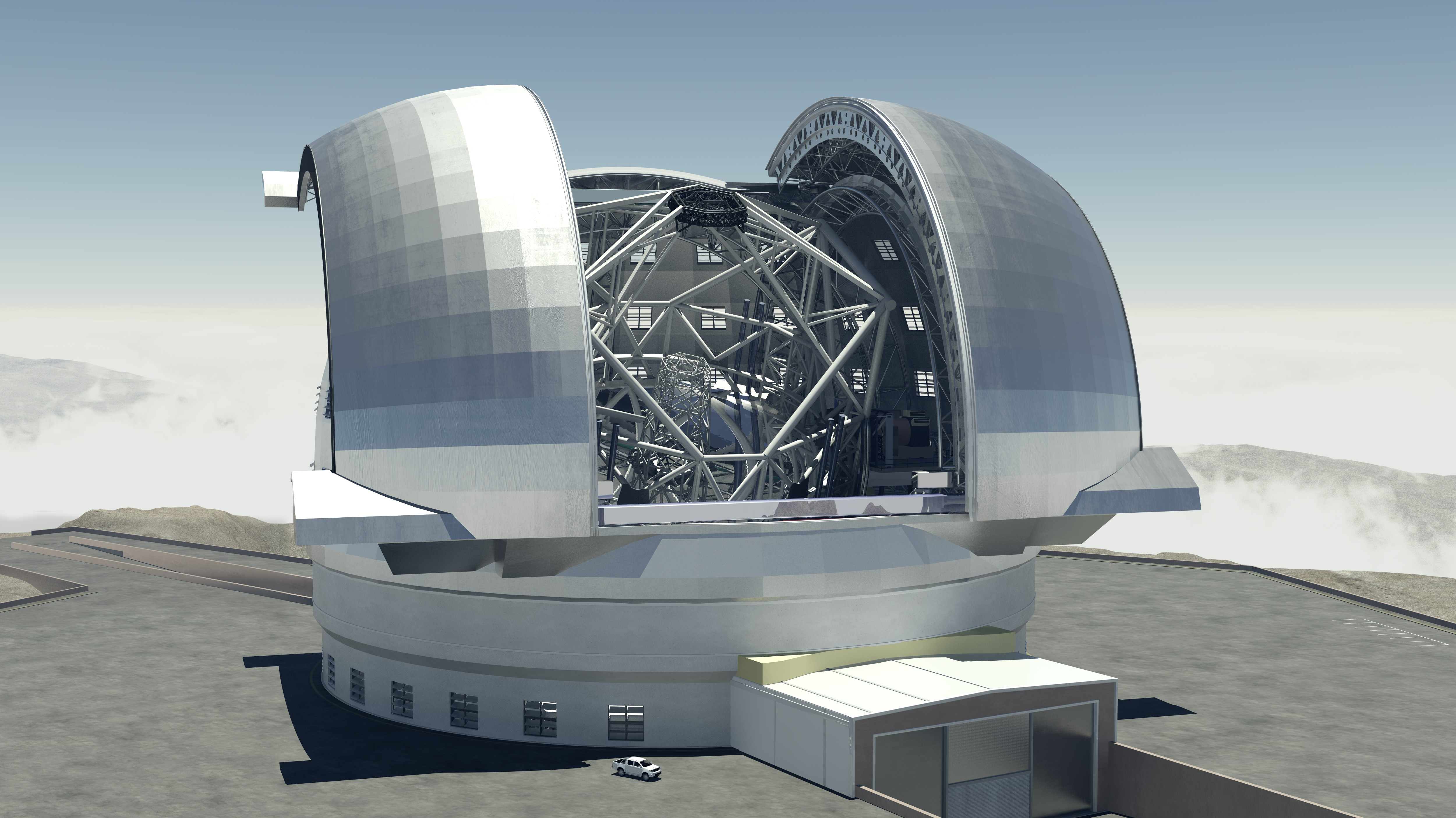
artistieke impressie van de ELT

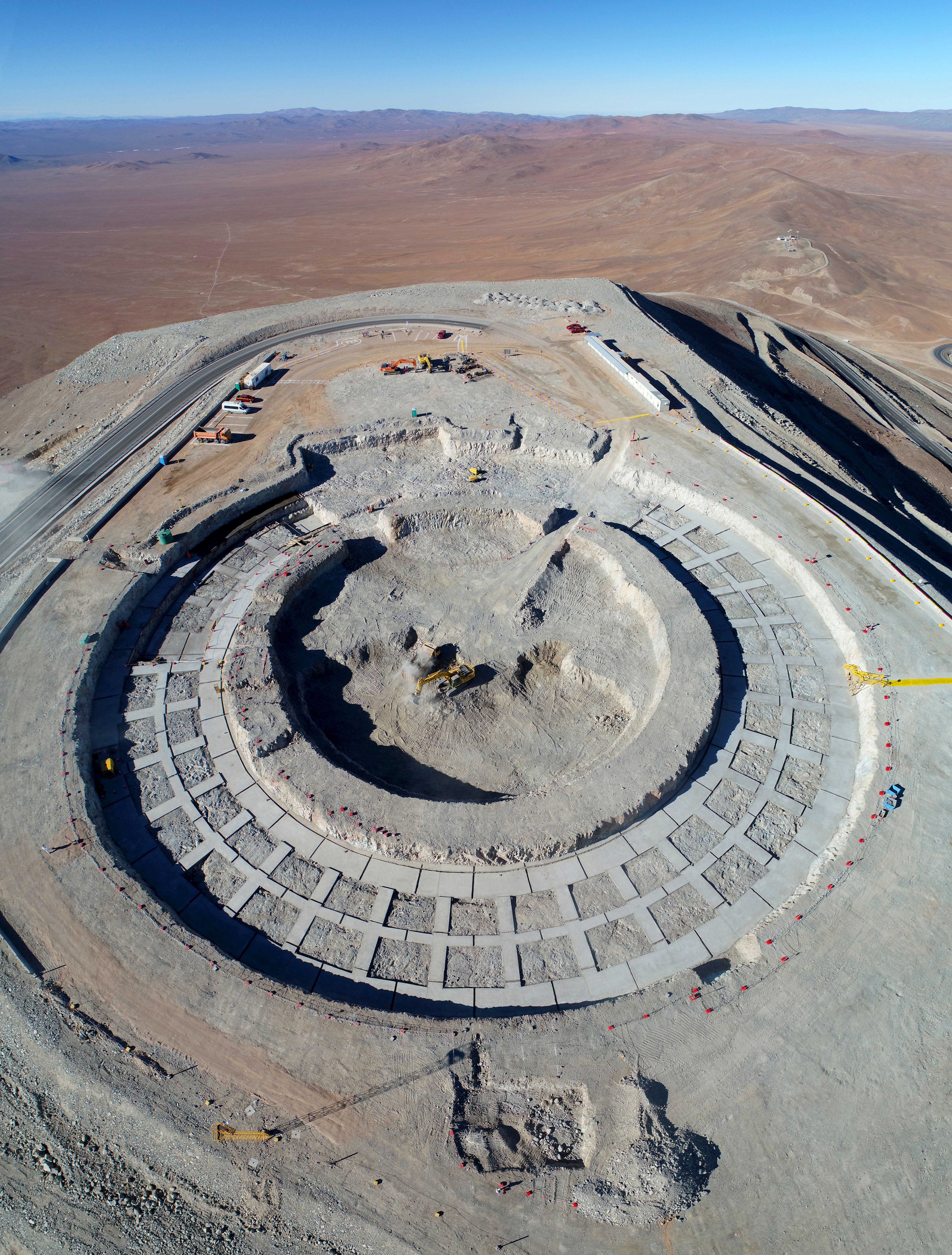
De fundering van de ELT (oktober 2018)

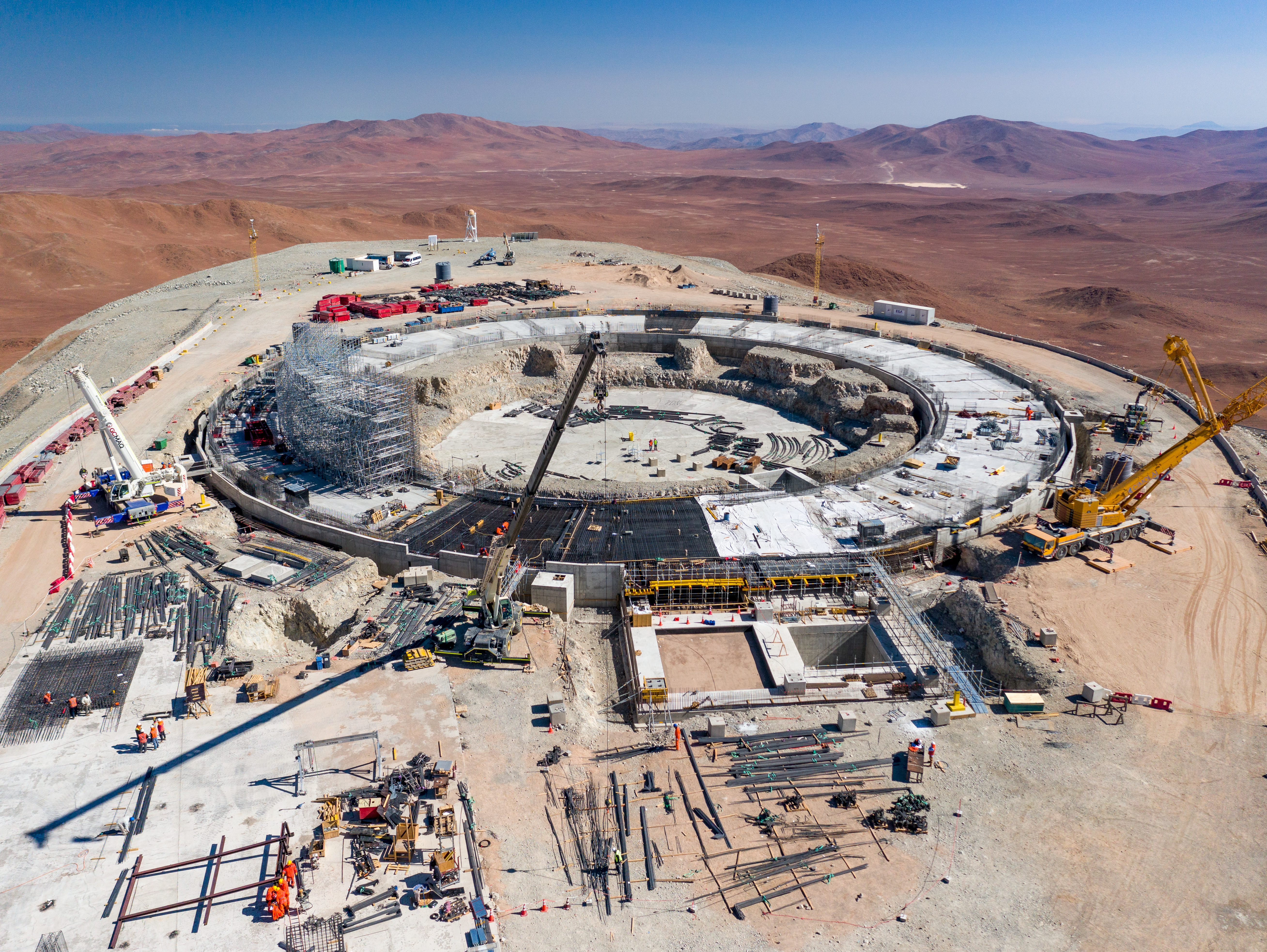
De ELT in januari 2022

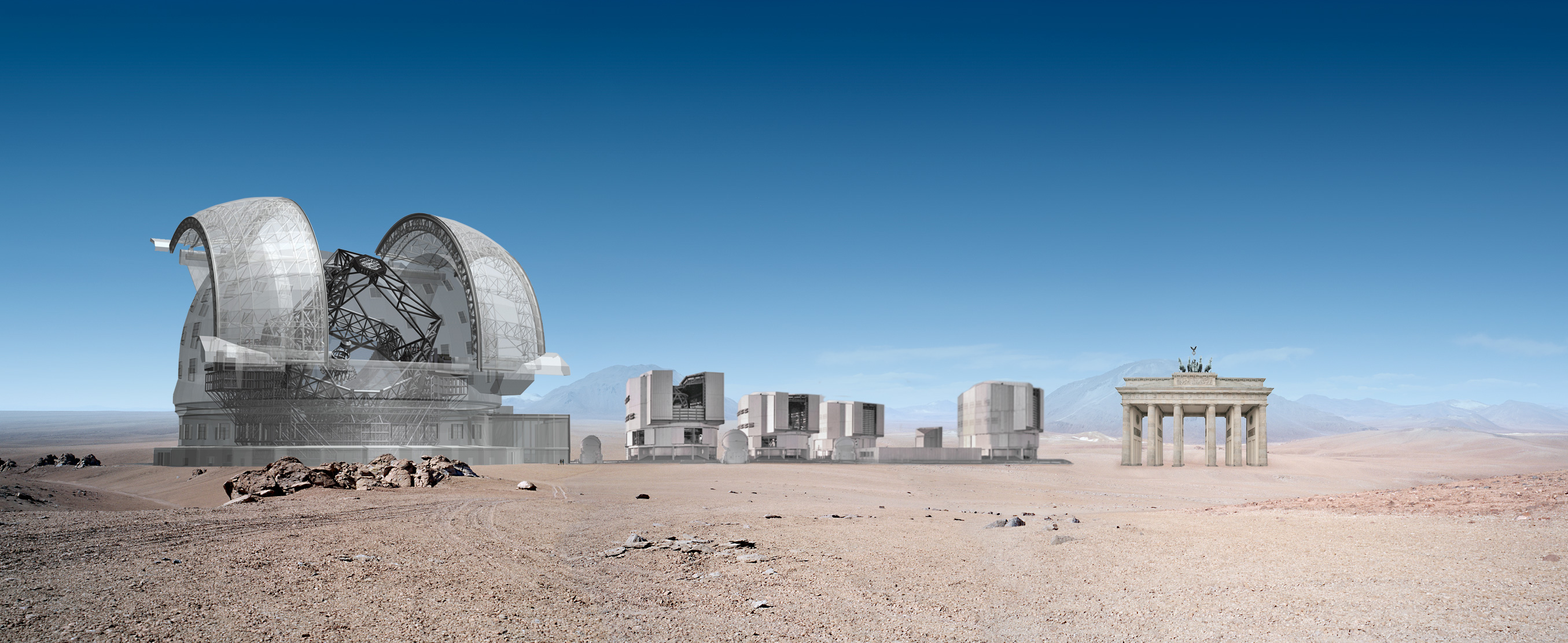
Montage die de grootteverhouding toont tussen de ELT (links), de VLT-koepels (midden) en de Brandenburger Tor (rechts).

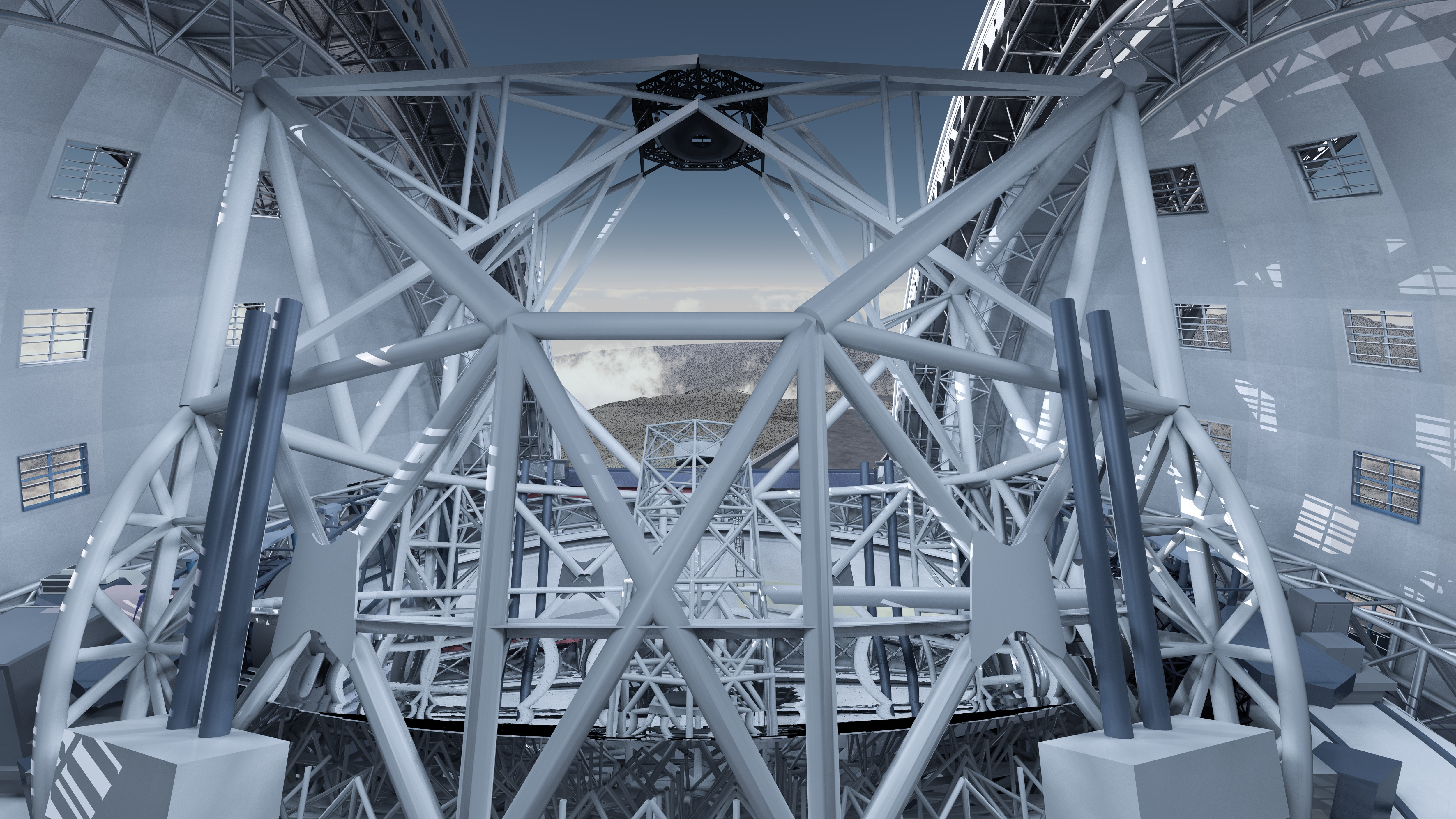
Model van de reusachtige en gecompliceerde structuur binnen de ELT-koepel.

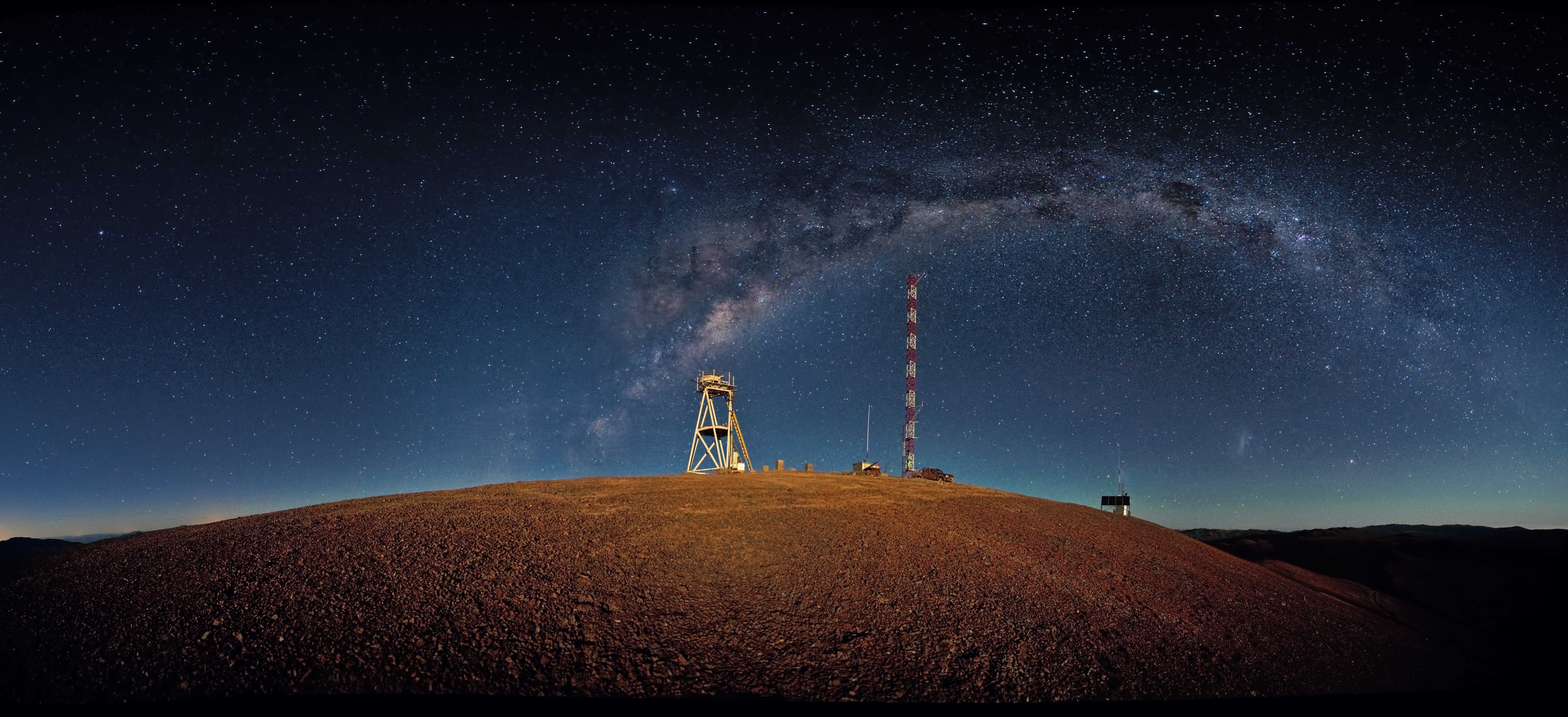
Nachtelijke panoramafoto van de locatie waar de ELT gebouwd gaat worden.

De Extremely Large Telescope (ELT) is een extreem grote telescoop in opbouw, ontworpen door de Europese Zuidelijke Sterrenwacht (ESO). De hoofdspiegel krijgt een diameter van 39 m, met een effectief oppervlak van 1116 m2. Op 26 april 2010 besloot de ESO dat de E-ELT gestationeerd zal worden op de Cerro Armazones in Chili. In 2017 is de naam van de telescoop veranderd van European Extremely Large Telescope (E-ELT) naar ELT.

## Doelstellingen en planning
De ESO koos voor de ELT nadat een haalbaarheidsonderzoek had uitgewezen dat de Overwhelmingly Large Telescope met een diameter van 100 meter 1 miljard euro zou kosten en veel te complex zou zijn. Bij de huidige fabricagetechnieken kan een enkelvoudige spiegel hooguit ca. 8 m in diameter zijn. De in grootte eerstvolgende telescopen zijn de Gran Telescopio Canarias en de Southern African Large Telescope, die gesegmenteerde hexagonale spiegels hebben met een diameter van meer dan 10 m.
Voor de ELT is gekozen voor een hoofdspiegel met een apertuur van aanvankelijk 42 m; in 2011 is besloten dat dit 39,3 m wordt. De spiegel wordt opgebouwd uit 798 hexagonale segmenten van elk circa 1,4 m breed en 5 cm dik. De secundaire spiegel krijgt een diameter van 4,2 m. De telescoop krijgt adaptieve optiek (AO), om atmosferische verstoringen van het invallende licht te corrigeren.
De telescoop krijgt in totaal vijf spiegels. De reflectiecoëfficiënt van de gebruikelijke aluminiumlaag is 0,85. Na reflectie aan vijf spiegels is de totale reflectiecoëfficiënt dus nog maar 0,855 ≈ 0,44. Om toch nog voldoende lichtsterkte te krijgen, wordt dan ook geen aluminium gebruikt, maar zogenaamde „protected silver”.
Het is de bedoeling dat er onder meer twee Nasmythbrandpunten en één coudébrandpunt komen, elk met een instrumentatieruimte van ruwweg de grootte van een tennisbaan.
De koepel krijgt een diameter van ca. 100 m en een hoogte van ca. 80 m.
Doel van de ELT is het heelal nog gedetailleerder te bestuderen dan met de ruimtetelescoop Hubble mogelijk is. Met een spiegel van ca. 39 m zou de atmosfeer van exoplaneten bestudeerd kunnen worden.
Vanwege de concurrentie van vergelijkbare projecten (vooral de Thirty Meter Telescope en de Giant Magellan Telescope) kon de beslissing voor de bouw van de ELT niet worden uitgesteld tot na 2010. Met de bouw is begonnen in 2014 en men verwacht dat de telescoop in 2027 zijn eerste licht kan krijgen. De ontwikkelfase van de anastigmaat met vijf spiegels (€ 57 miljoen) wordt volledig gefinancierd uit het ESO-budget. De bouwkosten zijn begroot op € 960 miljoen (inclusief de eerste instrumentatie). Voor de bouw is circa € 350 miljoen beschikbaar binnen het bestaande budget voor tien jaar. Een van de doelen van de voorbereidingsfase is de mogelijkheden te onderzoeken voor additionele financiering.

## Locatie
Op 26 april 2010 besloot de ESO dat de ELT gestationeerd zal worden op de Cerro Armazones in Chili. Andere locaties die overwogen zijn, waren Cerro Macon, Salta in Argentinië, Observatorium Roque de los Muchachos op de Canarische Eilanden en locaties in Zuid-Afrika, Marokko en op Antarctica.

## Instrumentatie
De telescoop krijgt verschillende wetenschappelijke instrumenten en kan binnen enkele minuten van het ene instrument naar het andere overschakelen. De telescoop en de koepel kunnen ook in zeer korte tijd van positie aan de hemel veranderen en een nieuwe waarneming starten.
Vier instrumenten zijn tegelijk of vlak na het eerste licht beschikbaar:
- HARMONI: High Angular Resolution Monolithic Optical and Near-infrared Integral field spectrograaf. HARMONI is een 3D-specograaf. Sterrenkundigen kunnen er tal van zaken mee bestuderen: van ver weg gelegen sterrenstelsels, quasars en bronnen van  gammaflitsen tot losse sterren in nabijgelegen sterrenstelsels en exoplaneten in onze Melkweg.[10]
- METIS: Mid-infrared ELT Imager and Spectrograph. METIS is onder andere ontwikkeld om aardachtige exoplaneten op te sporen. Als die aardachtige exoplaneten op kamertemperatuur zijn, stralen ze infraroodlicht uit wat METIS kan opvangen. Andere hemelobjecten die op kamertemperatuur licht uitstralen en die ook met METIS zijn te bestuderen, zijn schijven rond jonge sterren, atmosferen van oude sterren en de centra van sterrenstelsels. De ontwikkeling van METIS wordt geleid door de Nederlandse Onderzoekschool voor Astronomie (NOVA)[11][12]
- MICADO: Multi-AO (adaptive optics) Imaging Camera for Deep Observations. MICADO is een infraroodcamera en spectroscoop in één. Met behulp van MICADO kunnen sterrenkundigen onder andere onderzoeken hoe exoplaneten ontstaan, hoe zwarte gaten in de centra van sterrenstelsels hun moederstelsels beïnvloeden en hoe het heelal is geëvolueerd.[13][14]
- MORFEO: Multiconjugate adaptive Optics Relay For ELT Observations. MORFEO, eerder bekend onder de naam MAORY, ondersteunt MICADO. Het corrigeert voor verstoringen in de atmosfeer en zorgt dat het beeld scherp blijft.[15]

Twee andere andere instrumenten komen in een later stadium operationeel: ANDES (voorheen HIRES) en MOSAIC.